# Prometopus dorsivaria
Prometopus dorsivaria är en fjärilsart som beskrevs av Walker 1858. Prometopus dorsivaria ingår i släktet Prometopus och familjen nattflyn. Inga underarter finns listade i Catalogue of Life.